# متحف الحضارات الليقية
متحف الحضارات الليقية أو متحف الحضارة الليقية (بالتركية: Likya Uygarlıkları Müzesi) هو متحف أثري يقع في مدينة دمره في تركيا ومخصص للحضارة الليقية.
يقع المتحف في الموقع الأثري لمدينة أندريياكي القديمة ويعرض ألف و476 قطعة أثرية متأتية من الحفريات في العديد من المدن الليقية كباتارا، وميرا، وزاهثوس، وتلوس، وأوليمبوس.
تم افتتاح المتحف في 25 يونيو 2016 بحضور وزير الثقافة والسياحة التركي نابي أفجي.
يتكون المتحف من جزئينː
- جزء في الهواء الطلق يضم أنقاض كنائس مسيحية قديمة ، كنيسًا يهوديا، خزانًا للمياه الجوفية والعديد من المعالم الأثرية الأخرى.

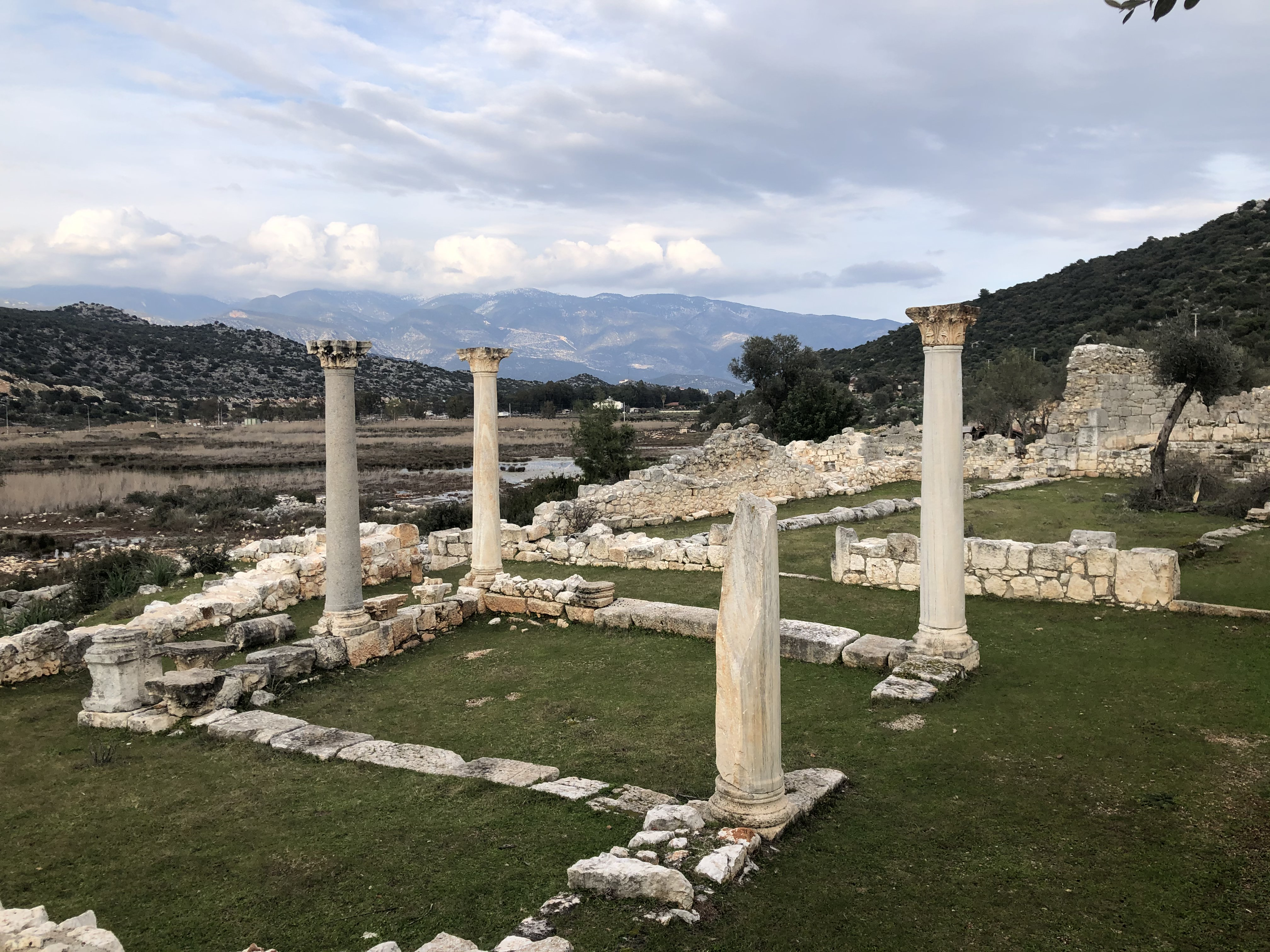
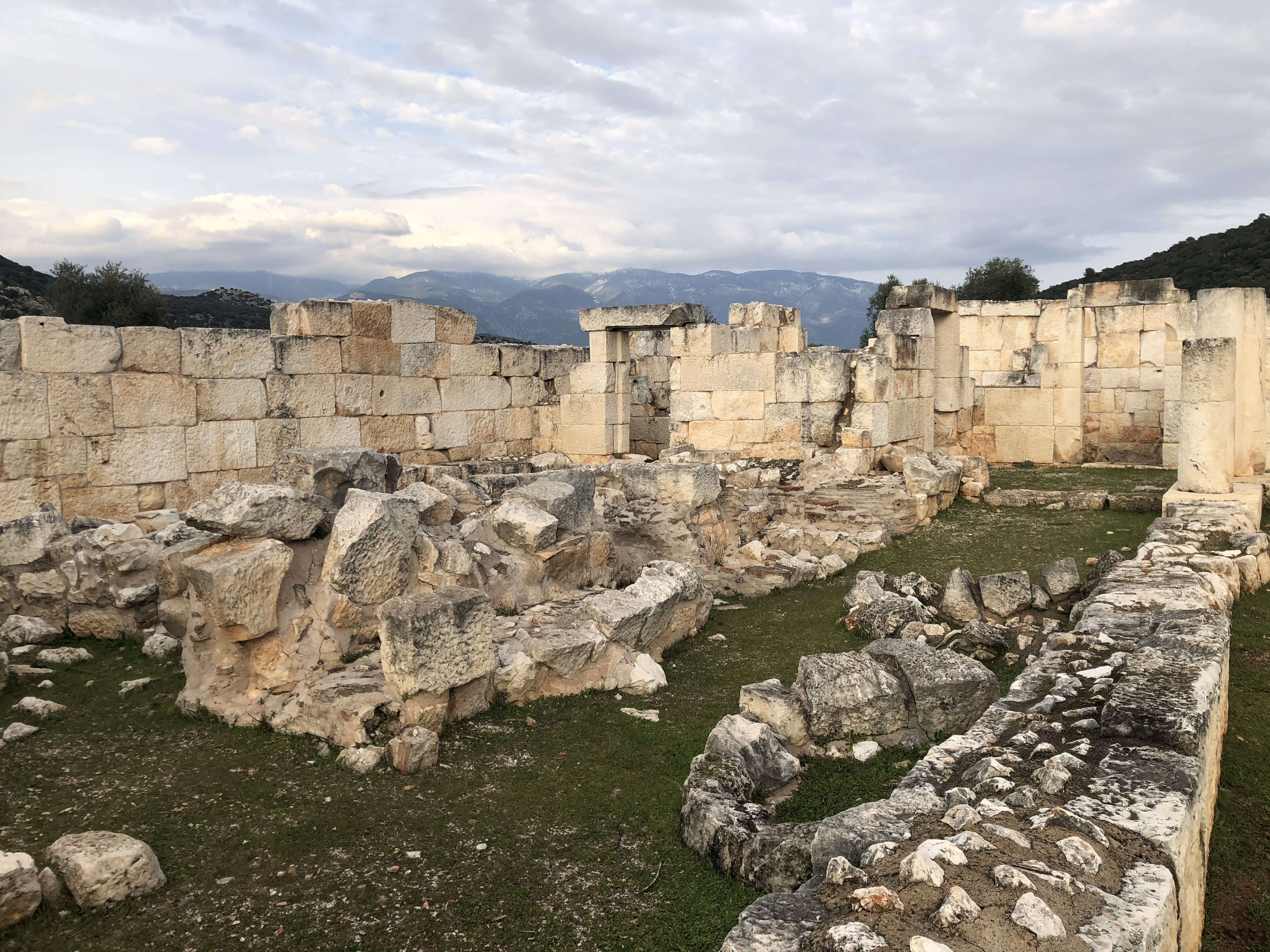
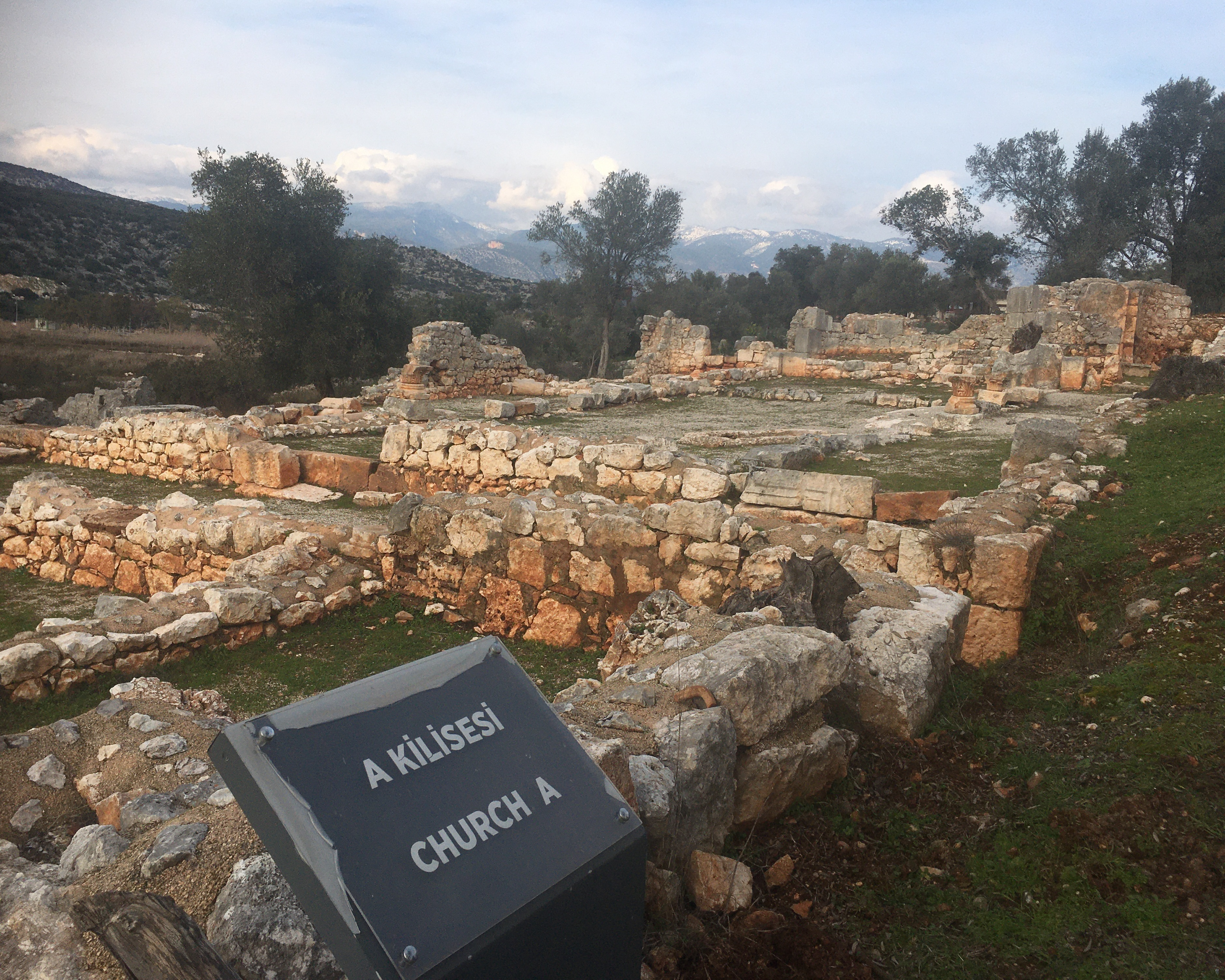
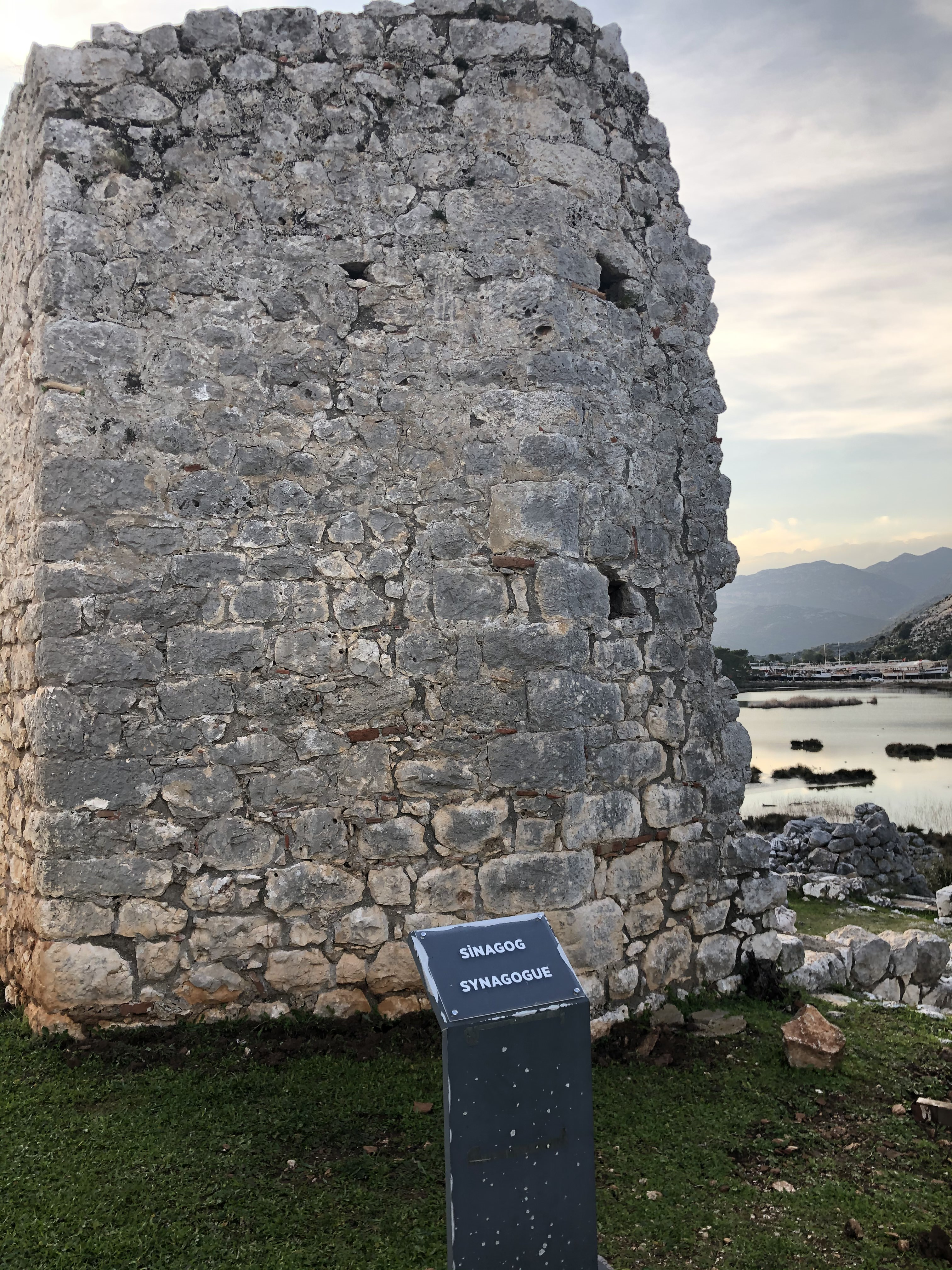
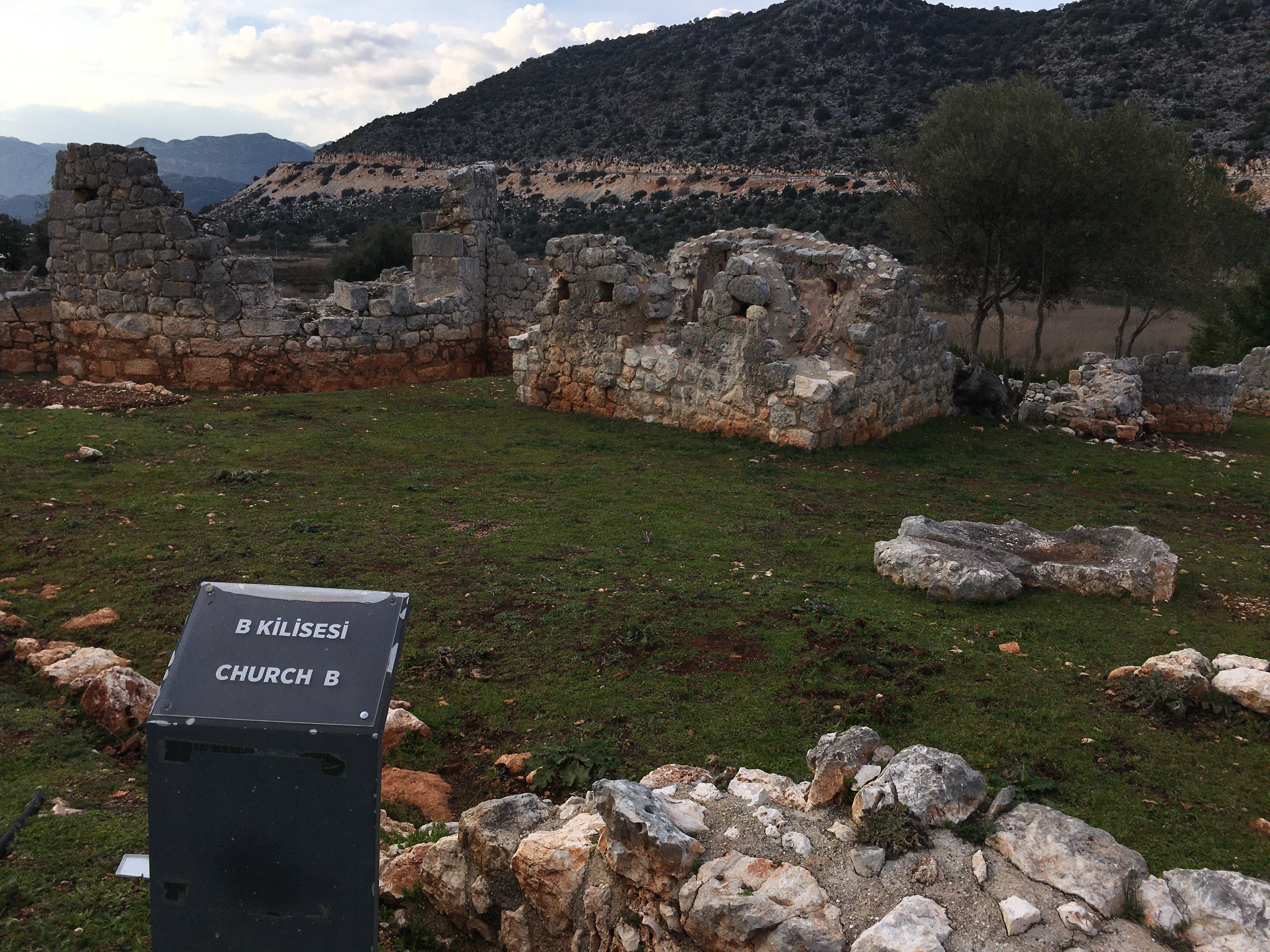

- جزء مغطى يتكون من سبع غرف كبيرة بمساحة 2400 متر مربع يحتوي على العديد من القطع الأثرية التي تم العثور عليها في المدن الليقية.

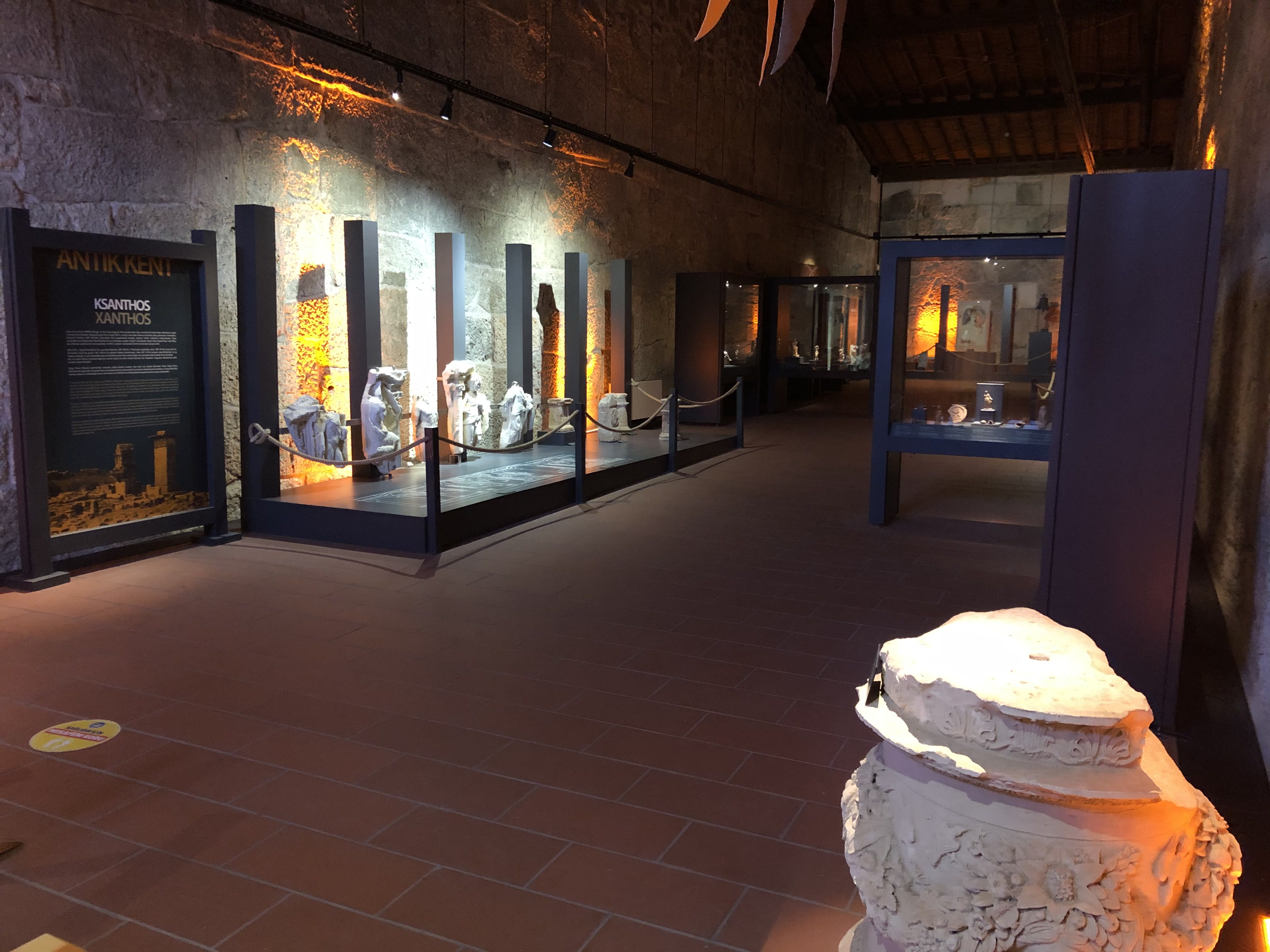